# Tsarenklok
De Tsarenklok (Russisch: Царь–колокол, Tsar-kolokol, Tsaar-klok) is de grootste klok die ooit is gegoten. De klok heeft nooit geklonken, doordat ze brak voordat ze in gebruik kon worden gesteld. De klok is opgesteld in het Kremlin in Moskou, aan de voet van de Klokkentoren van Ivan de Grote.
De klok is 6,14 meter hoog en 201 ton zwaar. De klok heeft in de loop der jaren verschillende voorgangers gehad, steeds oplopend in gewicht. Deze werden omgesmolten om voor hun opvolger gebruikt te worden.
De bronzen klok werd gegoten door Ivan Motorin en zijn zoon Michail in 1733–1735. Ornamenten, portretten, en inscripties werden gemaakt door V. Kobelev, P. Galkin, P. Kochtev, P. Serebrjakov en P. Loekovnikov. De eerste poging mislukte, doordat de gietmal lekte en er veel klokspijs weglekte. Bij de tweede poging ging het gieten goed.
Tijdens het afkoelen bleef de klok, gestut door een houten stellage, in de gietkuil om afgewerkt te worden. Erboven bevond zich een houten afdak. Tijdens een grote brand in het Kremlin, op 20 mei 1737, vatte het stutwerk vlam en bij het blussen daarvan barstte de nog warme klok door het temperatuurverschil met het koude bluswater. Er brak een stuk van 11,5 ton af.
Pogingen de klok uit de put te hijsen mislukten. Tijdens de veldtocht van Napoleon naar Rusland in 1812 werd de stad ingenomen door Napoleon, die klok naar Frankrijk wilde overbrengen. Hij liet dat plan echter varen vanwege het enorme gewicht van de klok. Het was praktisch niet haalbaar het geheel naar Frankrijk te zeulen.
Het duurde uiteindelijk bijna een eeuw voordat de klok in 1836 uit de kuil werd gehesen en op een sokkel van graniet in het Kremlin van Moskou werd geplaatst, waar ze nog steeds te bewonderen is. Naast de tsarenklok staat het tsarenkanon.